# Arlington (Minnesota)
Arlington – miasto w Stanach Zjednoczonych, w stanie Minnesota, w hrabstwie Sibley.